# Източноафриканска общност
Източноафриканската общност (на английски: East African Community, EAC; на суахили: Jumuiya ya Afrika Mashariki) е междуправителствена организация, съставена от шест държави в региона на Големите африкански езера: Бурунди, Кения, Руанда, Танзания, Уганда и Южен Судан. Президентът на Руанда, Пол Кагаме, служи като президент и на организацията. Организацията е учредена през 1967 г., разпада се през 1977 г., но е отново възродена на 7 юли 2000 г. През 2008 г., след преговори с Общността за развитие на държавите от Южна Африка и Общия пазар за Източна и Южна Африка, EAC се съгласява да разшири зоната си на свободна търговия, включвайки всичките страни членки от трите организации. EAC е интегрална част от Африканската икономическа общност. Седалището на организацията е в Аруша, докато най-населеният ѝ град е Дар ес Салаам (и двата в Танзания).
Източноафриканската общност е предвестник на Източноафриканската федерация – предложена федерация от страните ѝ членки, обединени в една суверенна държава. През 2010 г. EAC пуска свой собствен общ пазар за стоки, работна ръка и капитали в региона, като целта е да се създаде обща валута, а накрая и пълна политическа федерация. През 2013 г. е подписан протокол, отразяващ плановете на страните членки за установяване на паричен съюз до 10 години. През септември 2018 г. е съставен комитет, който да започне процеса по изработване на регионална конституция.

## История
Кения, Танзания и Уганда си сътрудничат още от началото на 20 век. Митническият съюз между Кания и Уганда от 1917 г., към който се присъединява и Танганика през 1927 г., прераства в Източноафриканска висша комисия от 1948 до 1961 г., Източноафриканска организация за общи услуги от 1961 до 1967 г. и Източноафриканска общност от 1967 до 1977 г. Бурунди и Руанда се присъединяват към EAC на 6 юли 2009 г.
Кооперирането между Британска Кения, Протекторат Уганда и Територия Танганика се формализира през 1948 г. чрез Източноафриканската висша комисия. Това предвижда митнически съюз, единна външна тарифа, валута и пощенски разноски. Тя, също така, се занимава с общите услуги в транспорта и съобщенията, научните изследвания и образованието. След като страните членки получават независимост, тези интегрирани дейности са възобновени, а комисията е заменена от Източноафриканската организация за общи услуги, която много наблюдатели смятат, че ще доведе до политическа федерация между трите страни. Новата организация среща трудности, поради липсата на съвместни планиране и фискална политика, отделни политически политики и доминиращата икономическа позиция на Кения. През 1967 г. организацията е наследена от Източноафриканската общност. Този орган цели да затвърди връзките между страните членки чрез общ пазар, общи митнически тарифи и редица обществени услуги, за да се постигне балансиран икономически растеж в региона.
През 1977 г. EAC се разпада. Причините за това включват изискването на Кения за повече места от Уганда и Танзания при вземането на решения, разногласия с диктатора на Уганда Иди Амин, който настоява, че Танзания като страна членка не трябва да подслонява сили, които се стремят към завземането на властта в друга страна членка, и отчаяната икономическа система на социализма в Танзания и капитализма в Кения. Някои държавни служители на Кения отпразнуват разпадането с шампанско.
Президентите Даниел арап Мои (Кения), Али Хасан Муини (Танзания) и Йовери Мусевени (Уганда) подписват споразумение за кооперация в Кампала на 30 ноември 1993 г. и учредяват тристранна комисия за кооперация. Държавите се впускат в процес по реинтеграция на програмите по кооперация в политическите, икономическите, социалните, културните, изследователските и други дела.
Източноафриканската общност е възродена на 30 ноември 1999 г., когато е подписано споразумението за повторното ѝ основаване. То влиза в сила на 7 юли 2000 г. През март 2004 г. е създаден митнически съюз, който влиза в сила на 1 януари 2005 г. Кения, най-големият износител в района, продължава да плаща мита върху стоките, влизащи в останалите четири страни. На 30 ноември 2016 г. е обявено, че финалната цел е конфедерация, а не федерация.
През 2011 г. президентите на Кения и Руанда канят в организацията правителството на Южен Судан, след като страната извоюва независимостта си. Анализатори смятат, че усилията от по-рано на Южен Судан за интегриране на инфраструктурата, включително железопътни връзки и петролни тръбопроводи, със системи в Кения и Уганда показват намеренията на Джуба да се отдръпне от зависимостта си от Судан.
През декември 2012 г. Танзания се съгласява на предложението Южен Судан да се присъедини към организацията. През май 2013 г. EAC заделят 82 000 щатски долара за приемането на най-новата държава в блока.
През април 2016 г. Южен Судан подписва договор за присъединяване, а след шест-месечна ратификация официално се присъединява към общността. Все още, страната не участва до такава степен в организацията като останалите ѝ страни членки.

## География
Географският регион, който обхваща Източноафриканската общност, покрива площ от 2 467 202 km2 и включва общо население около 173 583 000 души.

### Страни членки
| Държава    | Столица | Приемане | Население   | Площ (km2) | БВП (млрд. US$) | БВП на глава от населението (US$) |
| ---------- | ------- | -------- | ----------- | ---------- | --------------- | --------------------------------- |
| Кения      | Найроби | 2000 г.  | 46 756 000  | 580 367    | 69,074          | 1477                              |
| Танзания   | Додома  | 2000 г.  | 49 605 000  | 947 300    | 49,528          | 998                               |
| Уганда     | Кампала | 2000 г.  | 42 319 000  | 241 038    | 27,556          | 651                               |
| Бурунди    | Гитега  | 2007 г.  | 9 879 000   | 27 830     | 2,976           | 301                               |
| Руанда     | Кигали  | 2007 г.  | 11 887 000  | 26 338     | 9,052           | 762                               |
| Южен Судан | Джуба   | 2016 г.  | 13 137 000  | 644 329    | 5,239           | 399                               |
|            |         |          | 173 583 000 | 467 202    | 163,425         | 941                               |